# 王浩宇 (香港)
王浩宇，JP，香港公務員，現任深水埗民政事務專員。他早年曾入讀伊利沙伯中學，以及於2014年從香港中文大學政治與行政學系畢業。他在2015年6月加入香港政府政務職系，獲安排於民政事務局任職，至2017年3月離任，轉職財經事務及庫務局財經事務科。他在財經事務科中曾參與強制性公積金改革工作，引入自願性供款額不徵稅等措施。及後，他在2022年8月轉至文化體育及旅遊局任職，負責監督香港迪士尼樂園規劃與營運等工作。他在2025年6月20日獲委任為深水埗民政事務專員，以及於同日起擔任官守太平紳士。

## 外部連結
- 王浩宇的個人官方領英頁面

| 政府职务      | 政府职务                           | 政府职务 |
| ------------- | ---------------------------------- | -------- |
| 前任： 黃昕然 | 深水埗民政事務專員 2025年6月20日－ | 現任     |